# マニアックヘブンVol.0
『マニアックヘブンVol.0』（マニアックヘブン ボリュームゼロ）は、日本のバンド・THE BACK HORNの4枚目のDVD。2006年12月20日にビクターエンタテインメントから発売された。

## 概要
シングル「声」と同時発売。2005年12月に行なわれたTHE BACK HORN自らが企画・構成・演出した1夜限りのスペシャルライブ「マニアックヘブンvol.0」を映像化。メンバーのインタビューなども収録している。  初回盤のみマニアックボックス・マニアックブック・万能ワッペンが付いた「マニアックパッケージ」お歳暮仕様。映像特典として「マニアックギャラリー」を収録。

## 収録曲
1. 蛇と金貨  〜マニアックヘブンVol.0のテーマ〜 [1:45]
2. ピンクソーダ [3:38]
3. 魚雷 [4:10]
4. サーカス [4:52]
5. 新世界 [6:20]
6. 砂の旅人 [6:14]
7. カラス [5:46]
8. サイレン [3:44]
9. 何処へ行く [5:49]
10. 冬のミルク [5:10]
11. マニアックミュージアム （特典映像）